# بطولة مجلس التعاون الخليجي لألعاب القوى
بطولة مجلس التعاون الخليجي لألعاب القوى (المعروفة أيضًا باسم بطولة مجلس التعاون الخليجي لألعاب القوى ) هي مسابقة دولية لألعاب القوى تُقام كل عامين بين رياضيين من دول مجلس التعاون الخليجي . أُقيمت لأول مرة عام 1986.
بالإضافة إلى بطولة الكبار، يستضيف مجلس التعاون الخليجي أيضًا بطولة مجلس التعاون الخليجي لألعاب القوى للشباب. كما أقيمت أيضًا بطولة مجلس التعاون الخليجي لألعاب القوى للناشئين تحت 20 سنة في الفترة من 17 إلى 19 مارس 2006 في القطيف، السعودية. ويستضيف مجلس التعاون الخليجي بطولات لمختلف الألعاب الرياضية الأخرى، بما في ذلك الجولف وكرة السلة والمبارزة. أقيمت بطولة عام 2011 ضمن دورة الألعاب الخليجية 2011.

## البطولات
| البطولة | السنة    | المدينة               | الدولة                   |
| ------- | -------- | --------------------- | ------------------------ |
| 1st     | 1986     | الدوحة                | قطر                      |
| 2nd     | 1988     | الدوحة                | قطر                      |
| 3rd     | 1992     | الرياض                | المملكة العربية السعودية |
| 4th     | 1994     | الدوحة                | قطر                      |
| 5th     | 1996     | مدينة الكويت          | الكويت                   |
| 6th     | 1998     | المسكات عنب طيب الشذا | عُمان                     |
| 7th     | عام 2000 | مدينة الكويت          | الكويت                   |
| 8th     | 2002     | القطيف                | المملكة العربية السعودية |
| 9th     | 2003     | مدينة الكويت          | الكويت                   |
| 10th    | 2005     | المنامة               | البحرين                  |
| 11th    | 2007     | ؟                     | ؟                        |
| 12th    | 2009     | القطيف                | المملكة العربية السعودية |
| 13th    | 2011     | مدينة عيسى            | البحرين                  |
| 14th    | 2013     | الدوحة                | قطر                      |
| 15th    | 2015     | القطيف                | المملكة العربية السعودية |
| 16th    | 2017     | جدة                   | المملكة العربية السعودية |

## الأبطال

### 4 × 100 متر تتابع
- 1986: طلال منصور (QAT)
- 1988: طلال منصور (QAT)
- 1992: طلال منصور (QAT)
- 1994: طلال منصور (QAT)
- 1996: حامد صادق (KUW)
- 1998: سيد مبارك الكواري  [لغات أخرى]‏ (QAT)
- 2000: جمال الصفار (KSA)
- 2002: سالم اليامي (KSA)
- 2003: سالم اليامي (KSA)
- 2005: سالم اليامي (KSA)

### 200 متر
- 1986: طلال منصور (QAT)
- 1988: طلال منصور (QAT)
- 1992: سيد مبارك الكواري  [لغات أخرى]‏ (QAT)
- 1994: طلال منصور (QAT)
- 1996: إبراهيم إسماعيل مفتاح  [لغات أخرى]‏ (QAT)
- 1998: محمد عبد الله سالم الحوطي  [لغات أخرى]‏ (OMN)
- 2000: محمد عبد الله سالم الحوطي  [لغات أخرى]‏ (OMN)
- 2002: Salem Mubarak Al-Yami (KSA)
- 2003: فوزي الشمري (KUW)
- 2005: حامد البيشي (KSA)

### 400 متر
- 1986: سيد مبارك الكواري  [لغات أخرى]‏ (QAT)
- 1988: محمد المالكي (منافس ألعاب قوى) (OMN)
- 1992: إبراهيم إسماعيل مفتاح (QAT)
- 1994: إبراهيم إسماعيل مفتاح (QAT)
- 1996: إبراهيم إسماعيل مفتاح (QAT)
- 1998: إبراهيم إسماعيل مفتاح (QAT)
- 2000: إبراهيم إسماعيل مفتاح (QAT)
- 2002: فوزي الشمري (KUW)
- 2003: فوزي الشمري (KUW)
- 2005: حمدان البيشي (KSA)

### 5000 متر
- 1986: Meflah Saad (QAT)
- 1988: محمد سليمان (منافس ألعاب قوى) (QAT)
- 1992: أحمد إبراهيم ورسما  [لغات أخرى]‏ (QAT)
- 1994: Jamal Abdi Hassan (QAT)
- 1996: عليان القحطاني (KSA)
- 1998: سعد الأسمري (KSA)
- 2000: خميس عبد الله سيف الدين  [لغات أخرى]‏ (QAT)
- 2002: سعد الأسمري (KSA)
- 2003: خميس عبد الله سيف الدين  [لغات أخرى]‏ (QAT)
- 2005: عيسى إسماعيل راشد (QAT)

### الماراثون
- 1986: Mahid Al-Qahtani (KSA)

### العشاري
- 1986: Mohamed Monassar Saleh (QAT)
- 1988: Mohamed Monassar Saleh (QAT)
- 1992: Assem Mohammed Ali Al-Hezam (KSA)
- 1994: Ibrahim Al-Matrooshi (UAE)
- 1996: Abdul Marzouk Al-Shahrani (KSA)
- 1998: أحمد حسن موسى (QAT)
- 2000: أحمد حسن موسى (QAT)
- 2002: أحمد حسن موسى (QAT)
- 2003: Mohammed Rida Al-Matroud (KSA)
- 2005: Ibrahim Abou Al-Ainain (QAT)

### 20 كم مشي
- 1986: Ali Hitfer (QAT)